# Tomaida z Aleksandrii
Tomaida z Aleksandrii lub Święta Tomaida (ur. w Aleksandrii w Egipcie, zm. 476 tamże) – chrześcijanka, męczennica czystości, święta Kościoła katolickiego i prawosławnego.
Pierwsze wzmianki o Tomaidzie znajdują się w synaksarionach bizantyńskich. W wieku 18 lat wyszła za mąż za rybaka. Zginęła z rąk teścia, który zapałał do niej żądzą. Została przebita mieczem, broniąc zdecydowanie swej czystości. Po tym zdarzeniu teść miał oślepnąć, a przyznawszy się do winy popełnienia zbrodni sam ponieść karę przez ścięcie.
Tomaidę pochowano na cmentarzu świętych mnichów, następnie jej relikwie przeniesiono do Konstantynopola.
Tomaida umieszczona została w bizantyjskich synaksarionach za jej chwalebne męczeństwo.
Jej wspomnienie liturgiczne w Kościele katolickim obchodzono 14 kwietnia za Martyrologium Rzymskim.
Lampy olejowe zapalone na jej grobie stosowano jako środek przeciw pokusom ciała.